# 源东乡
源东乡，是中华人民共和国浙江省金华市金东区下辖的一个鄉。

## 辖区
源东乡下辖以下地区：
山下施村、雅高村、长塘徐村、大路村、两头塘村、丁阳岭村、丁村、东前施村、沈店村、白路头村、后施村、上京村、双尖村、东叶村、长塘村、西店村、王安村、施堰头村、新梅村、邢村、分水岗村、半垄村、陈坞村、止方村、尖岭脚村、大塘村、洞井村和阳郑村。